# Балаганский район
Балага́нский райо́н — административно-территориальное образование (район) и муниципальное образование (муниципальный район) в Иркутской области России.
Административный центр — посёлок Балаганск.

## География
Площадь района — 6347,22 км².
Балаганский район граничит с Усть-Удинским, Братским, Куйтунским, Зиминским и Нукутским районами области.
Ресурсы
- Минерально-сырьевые: разведано Балаганское месторождение суглинков, балансовые запасы — 251 млн т.
- Лесные ресурсы: запас древесины составляет 91 млн м³, из них ценных хвойных пород — 69,6 %.

## История
В 1962 году во время заполнения Братского водохранилища Балаганский район был упразднён, а его территория передана в Усть-Удинский район. Воссоздан в 1989 году. Основу экономики района составляют промышленность и сельское хозяйство.

## Население
| 2002  | 2009  | 2010  | 2011  | 2012  | 2013  | 2014  |
| ----- | ----- | ----- | ----- | ----- | ----- | ----- |
| 9973  | ↘9655 | ↘9194 | ↗9197 | ↘9076 | ↘8979 | ↘8810 |
| 2015  | 2016  | 2017  | 2021  |       |       |       |
| ↘8664 | ↗8690 | ↘8608 | ↗8747 |       |       |       |

Урбанизация
В городских условиях (посёлок городского типа Балаганск) проживают 43,57 % населения района.
Отмечается как естественная убыль, так и миграционный отток населения.

## Муниципально-территориальное устройство
В рамках организации местного самоуправления в Балаганском районе было образовано 7 муниципальных образований со статусом сельских поселений:
| № | Сельское поселение                      | Административный центр | Количество населённых пунктов | Население (чел.) | Площадь (км²) |
| - | --------------------------------------- | ---------------------- | ----------------------------- | ---------------- | ------------- |
| 1 | Балаганское муниципальное образование   | посёлок Балаганск      | 1                             | ↘3909            | 82,89         |
| 2 | Биритское муниципальное образование     | село Бирит             | 2                             | ↗528             | 135,92        |
| 3 | Заславское муниципальное образование    | деревня Заславская     | 3                             | ↘936             | 624,85        |
| 4 | Коноваловское муниципальное образование | село Коновалово        | 2                             | ↘900             | 363,45        |
| 5 | Кумарейское муниципальное образование   | село Кумарейка         | 1                             | ↗991             | 4136,11       |
| 6 | Тарнопольское муниципальное образование | село Тарнополь         | 3                             | ↘822             | 582,16        |
| 7 | Шарагайское муниципальное образование   | село Шарагай           | 1                             | ↘522             | 421,84        |

С 1 января 2006 до 1 января 2020 года Балаганское муниципальное образование имело статус городского поселения.

### Населённые пункты
В Балаганском районе 13 населённых пунктов.
| №  | Населённый пункт | Тип     | Население | Муниципальное образование               |
| -- | ---------------- | ------- | --------- | --------------------------------------- |
| 1  | Анучинск         | деревня | ↘114      | Тарнопольское муниципальное образование |
| 2  | Балаганск        | посёлок | ↘3811     | Балаганское муниципальное образование   |
| 3  | Бирит            | село    | ↘555      | Биритское муниципальное образование     |
| 4  | Заславская       | деревня | ↘874      | Заславское муниципальное образование    |
| 5  | Коновалово       | село    | ↘751      | Коноваловское муниципальное образование |
| 6  | Кумарейка        | село    | ↗991      | Кумарейское муниципальное образование   |
| 7  | Метляева         | деревня | ↗244      | Тарнопольское муниципальное образование |
| 8  | Одиса            | деревня | →25       | Биритское муниципальное образование     |
| 9  | Приморский       | посёлок | ↘3        | Заславское муниципальное образование    |
| 10 | Тарасовск        | деревня | ↘122      | Заславское муниципальное образование    |
| 11 | Тарнополь        | село    | ↘501      | Тарнопольское муниципальное образование |
| 12 | Ташлыкова        | деревня | ↘198      | Коноваловское муниципальное образование |
| 13 | Шарагай          | село    | ↘522      | Шарагайское муниципальное образование   |

В декабре 2019 года пгт Балаганск был переведён в категорию сельского населённого пункта как посёлок.
Упразднённые населённые пункты: село Горный Куй

## Местное самоуправление
Мэры Балаганского района
- Михаил Валентинович Кибанов
- с 26.02.2023 года — Роман Владимирович Метляев[18]

## Социальная сфера
- Образование: 12 школ, из них 8 — средних общеобразовательных, 4 — начальные, Профессиональное училище в рабочем посёлке Балаганск.
- Здравоохранение: центральная районная больница и 10 фельдшерско-акушерских пунктов.
- Учреждения культуры: 25 учреждений культуры. Краеведческий музей расположен в рабочем посёлке Балаганск.
- Спорт: в каждом населённом пункте района введены ставки руководителей спортивных секций.

## Достопримечательности
На территории района расположена Балаганская пещера. Длина всех проходов пещеры, доступных для исследователя, составляет почти километр. Высота отдельных залов колеблется от 8 до 15 метров. Находится в 10 км к юго-западу от старого Балаганска и в 3 км от левого берега реки Ангары. Была обитаема в железный век. В 1950-е годы была частично затоплена.